# Kersoharjo
Kersoharjo is een bestuurslaag in het regentschap Ngawi van de provincie Oost-Java, Indonesië. Kersoharjo telt 3384 inwoners (volkstelling 2010).